# Ochrothripa
Ochrothripa är ett släkte av fjärilar. Ochrothripa ingår i familjen trågspinnare.
Kladogram enligt Catalogue of Life:
| Ochrothripa | \| \| Ochrothripa leptochroma \| \| \| \| \| \| Ochrothripa mesopis \| \| \| \| |
|             | \| \| Ochrothripa leptochroma \| \| \| \| \| \| Ochrothripa mesopis \| \| \| \| |
|             | Ochrothripa leptochroma                                                         |
|             |                                                                                 |
|             | Ochrothripa mesopis                                                             |
|             |                                                                                 |